# Lindy Grant
Pour les articles homonymes, voir Lindy et Grant.
Lindy M. Grant (née en 1952) est professeur d'histoire médiévale à l'université de Reading. 
Grant est une spécialiste du Moyen Âge en France et ses pays voisins aux XIe et XIIIe siècles.

## Biographie
Grant a reçu une partie de son éducation à l'université de St Andrews (mention BA) et l'Institut Courtauld (maîtrise et doctorat). Elle est un ancien président de la British Archaeological Association.
En 2015, elle participe à l'émission Secrets d'Histoire consacrée à Aliénor d'Aquitaine, intitulée Aliénor d'Aquitaine, une rebelle au Moyen Âge, diffusée le 11 août 2015 sur France 2, ainsi qu'à celle consacrée à  Blanche de Castille, intitulée Blanche de Castille, la reine mère a du caractère..., diffusée le 5 juillet 2018 sur France 2.

## Publications
- Gothic architecture in Normandy, c.1150-c.1250, département de l'Environnement, de l'Alimentation et des Affaires rurales, Londres, 1986.
- Abbot Suger of Saint-Denis: Church and State in Early Medieval France, Longman, Londres, 1998. (Medieval World Series)  (ISBN 0582051541)
- Architecture and Society in Normandy, c.1120-c.1270, Yale University Press, 2005.
- "Blanche of Castile and Normandy" in Crouch, D. et Thompson, K. (eds.) Normandy and its neighbours, 900-1250: essays for David Bates. Brepols, Turnhout, 2011, pp. 117-131. (Medieval texts and cultures of Northern Europe 14).  (ISBN 9782503520629)